# Hävringe
Hävringe est une île suédoise de la mer Baltique située à une quinzaine de kilomètres au large d'Oxelösund.
On y trouve un amer construit en 1750-1752 qui a été déclaré monument historique (byggnadsminne) en 1978. Deux phares (Hävringe övre et Hävringe nedre) y ont également été édifiés en 1891. Jusqu'en 1979 opérait sur l'île une station de pilotage pour l'accès aux ports d'Oxelösund, Nyköping et Norrköping.